# Колбрук
Колбрук (англ. Coalbrook; ирл. Glaise an Ghuail) — деревня в Ирландии, находится в графстве Южный Типперэри (провинция Манстер).

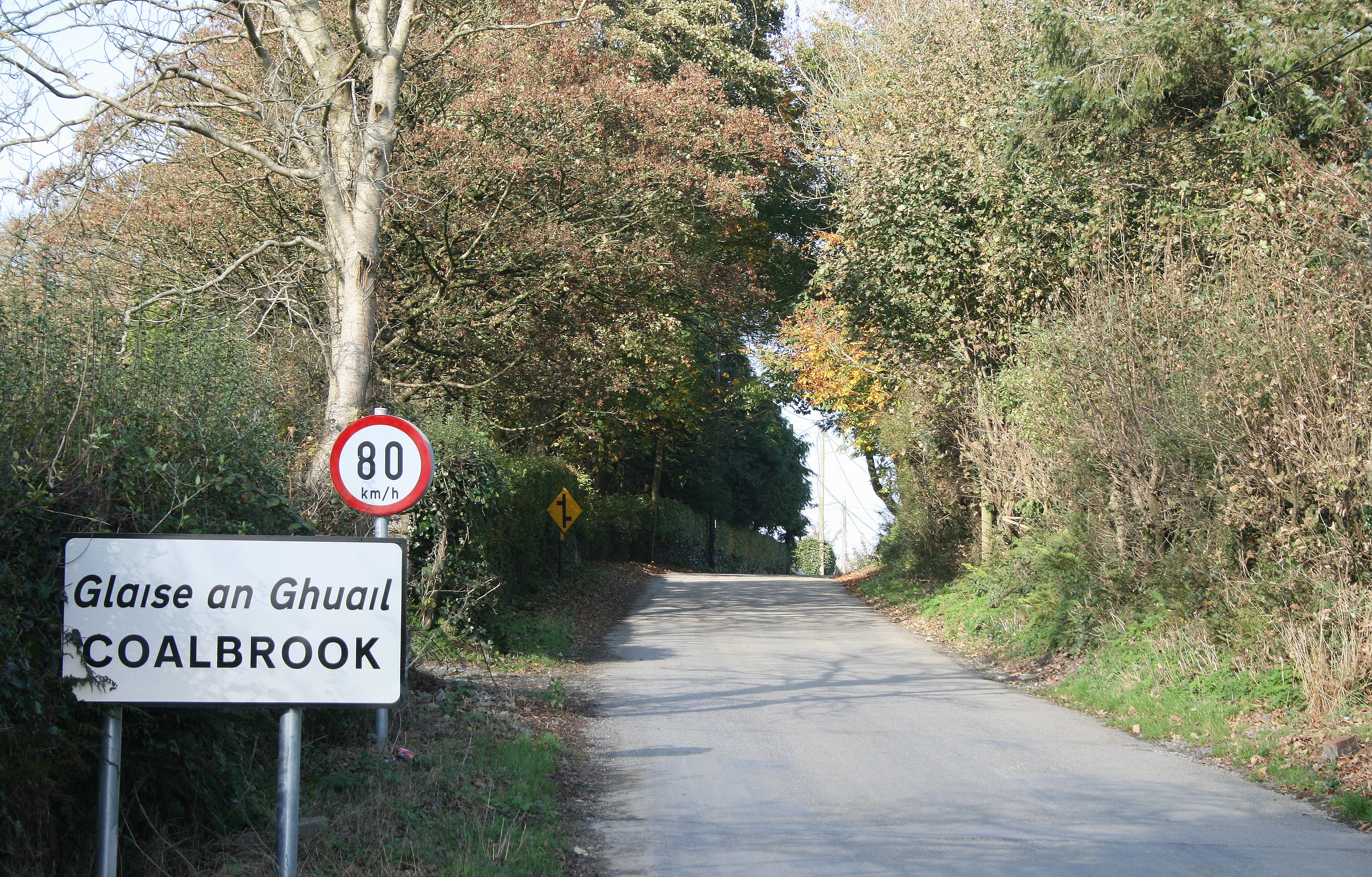
Колбрук
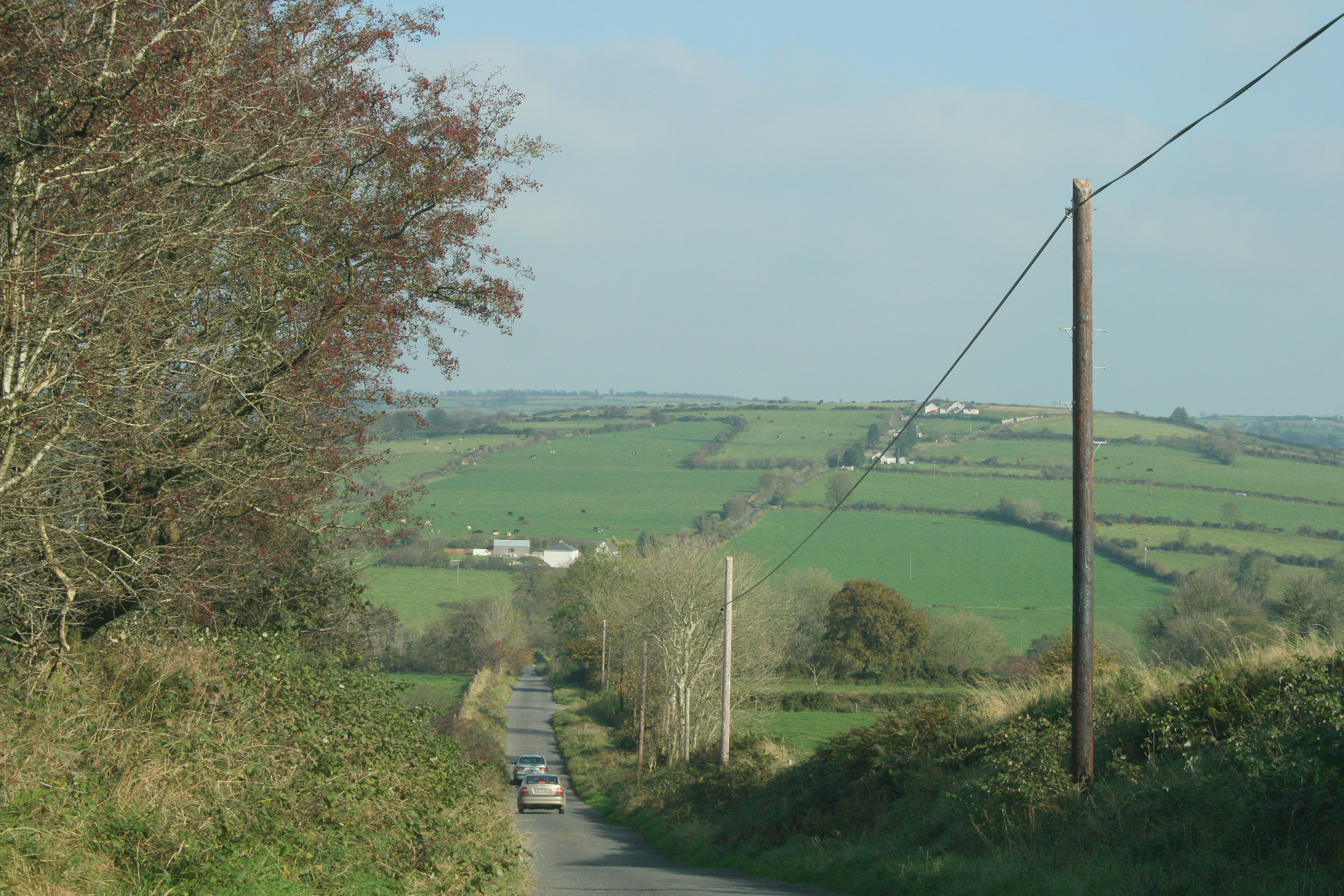
У подножия холма — R690